# Europaspiele 2015/Bogenschießen
Bei den Europaspielen 2015 in Baku, Aserbaidschan wurden vom 16. bis 22. Juni 2015 insgesamt fünf Wettbewerbe im Bogenschießen ausgetragen.

## Medaillengewinner

### Männer

#### Einzel
| Platz | Sportler               | Land        |
| ----- | ---------------------- | ----------- |
| 1     | Miguel Alvariño García | Spanien     |
| 2     | Sjef van den Berg      | Niederlande |
| 3     | Anton Prylepau         | Belarus     |

Datum: 22. Juni 2015

Teilnehmer:

#### Mannschaft
| Platz | Land        | Sportler                                                        |
| ----- | ----------- | --------------------------------------------------------------- |
| 1     | Ukraine     | Heorhij Iwanyzkyj Markijan Iwaschko Wiktor Ruban                |
| 2     | Spanien     | Miguel Alvariño García Antonio Fernández Juan Ignacio Rodríguez |
| 3     | Niederlande | Mitch Dielemans Sjef van den Berg Rick van der Ven              |

Datum: 18. Juni 2015

Teilnehmer:

6.  Deutschland

### Frauen

#### Einzel
| Platz | Sportler      | Land        |
| ----- | ------------- | ----------- |
| 1     | Karina Winter | Deutschland |
| 2     | Maja Jager    | Dänemark    |
| 3     | Alicia Marín  | Spanien     |

Datum: 21. Juni 2015

Teilnehmerinnen:

#### Mannschaft
| Platz | Land    | Sportler                                                      |
| ----- | ------- | ------------------------------------------------------------- |
| 1     | Italien | Guendalina Sartori Elena Tonetta Natalia Valeeva              |
| 2     | Belarus | Hanna Marussawa Kazjaryna Zimafejewa Alena Tolkatsch          |
| 3     | Ukraine | Weronika Martschenko Anastassija Pawlowa Lidija Sitschenikowa |

Datum: 18. Juni 2015

Teilnehmerinnen:

8.  Deutschland

9.  Schweiz

### Mixed

#### Mannschaft
| Platz | Sportler                               | Land     |
| ----- | -------------------------------------- | -------- |
| 1     | Natalia Valeeva Mauro Nespoli          | Italien  |
| 2     | Chatuna Narimanidse Lascha Pchakadse   | Georgien |
| 3     | Lidija Sitschenikowa Heorhij Iwanyzkyj | Ukraine  |

Datum: 17. Juni 2015

Teilnehmer:

9.  Deutschland

## Medaillenspiegel
| Rang   | Land        | Gold | Silber | Bronze | Gesamt |
| ------ | ----------- | ---- | ------ | ------ | ------ |
| 1      | Italien     | 2    | 0      | 0      | 2      |
| 2      | Spanien     | 1    | 1      | 1      | 3      |
| 3      | Ukraine     | 1    | 0      | 2      | 3      |
| 4      | Deutschland | 1    | 0      | 0      | 1      |
| 5      | Belarus     | 0    | 1      | 1      | 2      |
| 5      | Niederlande | 0    | 1      | 1      | 2      |
| 7      | Dänemark    | 0    | 1      | 0      | 1      |
| 7      | Georgien    | 0    | 1      | 0      | 1      |
| Gesamt | Gesamt      | 5    | 5      | 5      | 15     |